# John Tasker Howard
Pour les articles homonymes, voir Howard et John Howard.
John Tasker Howard, né le 30 novembre 1890 et décédé le 20 novembre 1964 était un compositeur et auteur américain.

## Biographie
John Tasker Howard est curateur de la collection musicale de la New York Public Library de 1940 à 1956.
Il est l'auteur de The World's Great Operas (1948), Stephen Foster, America's Troubadour (1953), Modern Music (1956) et Our American Music (1962). Parmi ses compositions, on peut relever From Foster Hall (1926), deux œuvres chorales St. Augustine's Prayers et The Virgin's Cradle Hymn, ainsi que des œuvres pour piano, Still Waters et Calendar Suite.